# Mimorsidis
Mimorsidis is een kevergeslacht uit de familie van de boktorren (Cerambycidae). De wetenschappelijke naam van het geslacht werd voor het eerst geldig gepubliceerd in 1938 door Breuning.

## Soorten
Mimorsidis omvat de volgende soorten:
- Mimorsidis andamanicus Breuning, 1953
- Mimorsidis griseus Breuning, 1968
- Mimorsidis lemoulti Breuning, 1938
- Mimorsidis mausoni Breuning, 1947
- Mimorsidis medanus Breuning, 1954
- Mimorsidis sarawakensis Hayashi, 1976
- Mimorsidis scutellatus Gressitt, 1951
- Mimorsidis taiwanensis Hayashi, 1974
- Mimorsidis yaeyamensis Samuelson, 1965